# Айбабин, Александр Ильич
Александр Ильич Айбабин (род. 30 декабря 1948, Калининград) — советский, украинский и российский историк и археолог, специалист по истории Крыма. Доктор исторических наук, профессор.

## Биография
Родился в 1948 году в Калининграде.
В 1972 году окончил Ленинградский государственный университет, кафедру археологии. С 1973 по 1976 год заочно обучался в аспирантуре при Эрмитаже, работая старшим научным сотрудником Феодосийского краеведческого музея.
В 1988 году защитил кандидатскую диссертацию в Институте археологии АН УССР по теме «Хронология могильников раннесредневекового Крыма IV—VII веков».
В 1998 году защитил докторскую диссертацию «Этническая история ранневизантийского Крыма» в Институте истории материальной культуры РАН, в 2000 году подтвердил степень доктора исторических наук в Институте археологии НАН Украины.
В 1989 году организовал лабораторию по изучению этнической истории Крыма при Симферопольском государственном университете и возглавил её. В 1990 году стал доцентом Симферопольского университета на кафедре истории древнего мира и средних веков, а в 2001 году стал там же профессором.
В 1992 году возглавил Крымское отделение Института востоковедения НАН Украины.

## Научная деятельность
С 1972 года участвовал в археологических разведках и раскопках, с 1975 года возглавлял археологические экспедиции (раскопки могильника в районе Алушты, крепости Эски-Кермен в Бахчисарайском районе).
В 1994—1997 годах организовывал и проводил международные византологические конференции в Крыму. В 2001 году принимал участие в Международном конгрессе византистов в Париже.
Член Национального комитета византистов Украины и Centre National de la Recherche Scientifique (Франция).
После аннексии Крыма Россией принял российское гражданство и продолжил работать в Крыму.
Автор более 70 научных работ, в том числе 15 на английском, немецком, французском и итальянском языках.
Главный редактор журнала «Боспорские исследования».

## Награды и звания
- Почётная грамота Президиума Верховной Рады Автономной Республики Крым (1998)[6]
- Лауреат премии НАН Украины имени А. Е. Крымского (2001) — за научную монографию «Этническая история ранневизантийского Крыма»[7]
- Заслуженный деятель науки и техники Республики Крым (2018)[8]
- Лауреат премии имени И. Е. Забелина РАН (совместно с Э. А. Хайрединовой; 2018) — за коллективную монографию «Крымские готы страны Дори (середина III—VII в.)».
- Медаль Республики Крым «За доблестный труд» (2023)[9]